# 殷弘绪

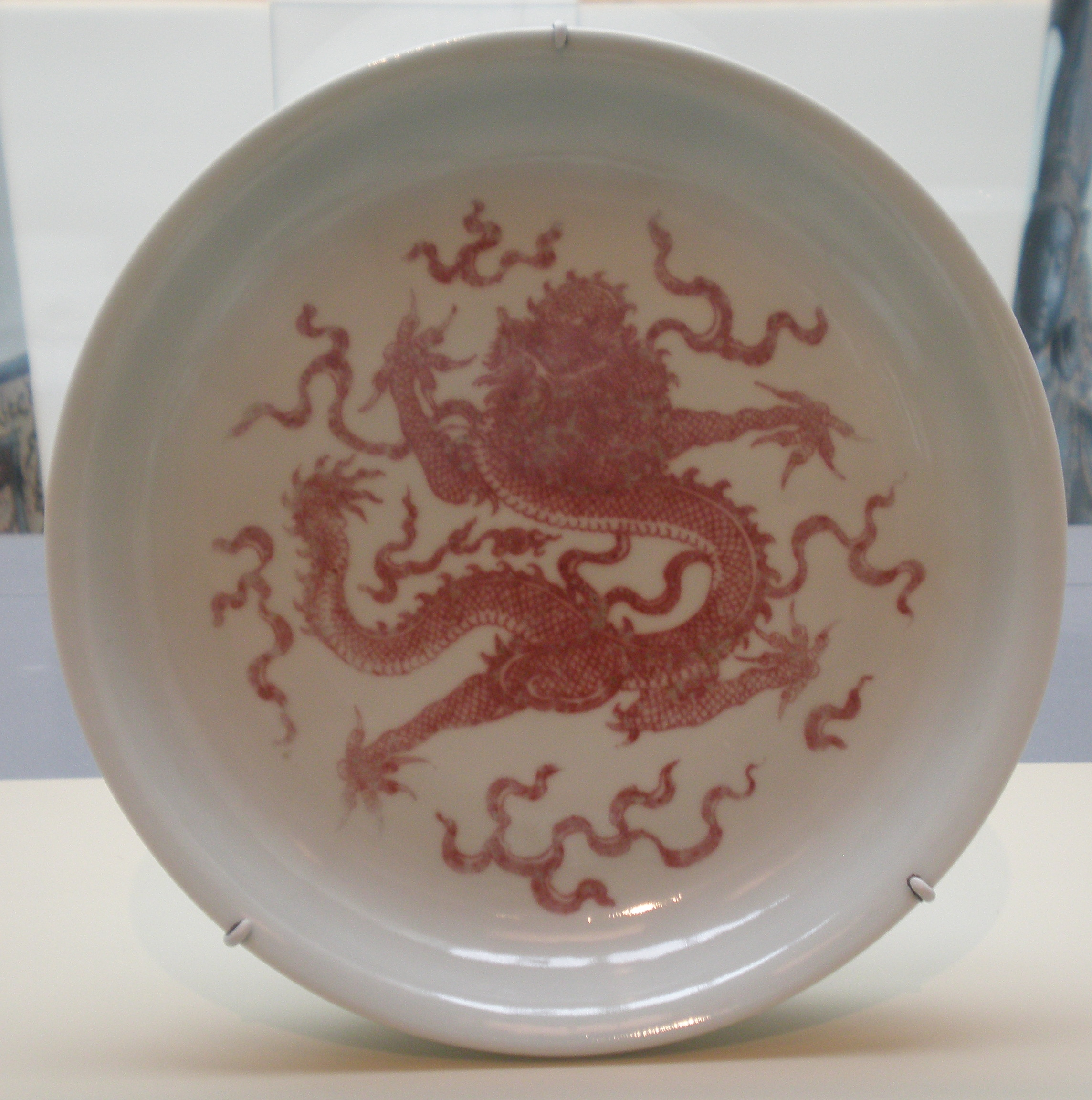
景德镇瓷器曾被殷弘绪研究过。

殷弘绪（法語：Père Francois Xavier d'Entrecolles，1664年—1741年），天主教耶稣会法国籍传教士。他來到中國後，便改名殷弘緒，並曾在中国景德镇長期居住过7年的時間。
1709年（康熙48年），他透過江西巡撫郎廷極的私人關係，將法國葡萄酒進呈康熙皇帝而受到欣賞。因為這樣的關係，得到大清官方一定程度的庇護，並長駐景德鎮，且自由進出當地的大小陶瓷作坊，逐漸熟悉窯場製造瓷器的各項工序與技術。
在康熙51年（1712）及康熙61年（1722），殷弘緒兩度將其在景德鎮觀察與探聽而得的瓷器製作細節以及相關樣本寫成報告，寄回歐洲的耶穌會，从而使法国人在法国本地仿造出瓷器。以后又传遍欧洲各地。